# Амир-Хамза ибн Хан-Мухаммад (уцмий)
Амир-Хамза (правление: 1595 — 1609) — уцмий Кайтага, военно-политический деятель в истории Дагестана конца XVI — начала XVII веков. Правитель Кайтага и Дербента, доверенный советник шаха Аббаса I по делам Дагестана и Ширвана. Сын уцмия Хан-Мухаммада. Старший брат уцмия Рустам-хана и отец уцмия Амирхан-Султана.

## Внешняя политика
Из содержания письма персидского шаха Аббаса I уцмию Амир-Хамзе 1607 года становится ясным, что в борьбе Ирана с Османской империей в начале XVII века уцмий был союзником сефевидского Ирана. На уцмия Аббас возлагал надежды в деле организации управления и сохранения власти Ирана завоеванных областях Восточного Кавказа.
«Августейший указ последовал о том, что прибежище управления и могущества, главный из благородных правителей, совершенство провинции Амир-Хамза-хан уцмий, правитель Дербента, удостоенный внимания, взысканный и отмеченный, возвышенный и уваженный, пусть знает, что поскольку прибежище власти [то есть уцмий] проявляет искренние чувства дружбы и единодушия к этой могущественной державе, то [этим] он создал [себе] много врагов. Правильно будет так, чтобы караваны, которые направляются в Дербент отовсюду — как народа Дагестана, так и от нас, не допускались бы в город. Следует препоручить [городские] ворота великим газиям и своим людям, так чтобы при каждых воротах находились бы как несколько человек из числа кызылбашских газиев, так и [из числа] людей того прибежища власти, дабы они несли охрану до тех пор, пока не разрешится дело с крепостью Шемахи и она не перейдет к нам. Необходима и важна предосторожность. Так прибежище управления [пусть] оставит там своих доверенных людей, а сам направится к высочайшему двору, чтобы решить важные дела тех пределов Дагестана, как он считает целесообразным. Мы поступим согласно этому правилу, поскольку августейшее величество в этих границах полагается на слово того высокопоставленного. Важные дела Ширвана, особенно границ Дербента, Мускура, Кубы и Калхана и тех пределов Дагестана мы устроим сообразно его решению. Тот прибежище правления проявил искренность, не провинился [остался] честным. Мы, если того захочет аллах великий, таким образом, его возлилеем [взышем], что большего никто не сможет и вообразить. [Пусть] он в делах своих будет мужественным до тех пор, пока [сможет] приложиться к высокому порогу. [Пусть] изо дня в день он докладывает об истинном положении дел и во всех отношениях верит и надеется на безграничное государево милосердие»

## Убийство
Младший брат уцмия Рустам-хан захватил власть в Кайтаге, убив старшего брата Амир-Хамзу. Когда Рустам-хан убил своего старшего брата, сыну уцмия Амирхан-Султану удалось бежать в Иран. Там он стал сторонником шаха и принял второе имя — Аббас Кули-хан. Спустя 30 лет после бегства из Кайтага, иранские власти и решили реализовать через него свои планы относительно уцмийства. Он был не против был использовать возможность для реванша и отомстить дяде за смерть своего отца.
В 1632 году посол Рустам-хана в Москве Шамсей сообщал, что уцмий перебил своих двоюродных братьев, объясняя это их проиранской ориентацией.